# Cigarra periódica
Las cigarras periódicas (magicicada), es un grupo constituido por sietes especies de cigarra del este de América del Norte. Se llaman periódicas, ya que casi todos los individuos de una población local están sincronizados en su desarrollo y emergen en el mismo año. Aunque a veces se les llama "langostas", este es un nombre incorrecto, ya que las cigarras pertenecen al orden taxonómico Hemiptera (chinches verdaderas), suborden Auchenorrhyncha, mientras que las langostas son saltamontes que pertenecen al orden Orthoptera. Magicicada pertenece a la tribu de cigarras Lamotialnini, un grupo de géneros con especies en Australia, África y Asia, así como en América.
Las especies de Magicicada pasan alrededor del 99,5% de sus largas vidas bajo tierra en un estado de ninfa. Mientras viven subterráneamente, las ninfas se alimentan de los fluidos del xilema de las raíces de los árboles de hoja ancha del este de los Estados Unidos. En la primavera en su 13 o 17 año, dependiendo de la especie, las ninfas maduras de cigarra emergen entre finales de abril y principios de junio (dependiendo de la latitud), de manera sincrónica y en cantidades enormes. Los adultos están activos sólo durante cuatro a seis semanas después de la fase de desarrollo inusualmente prolongada.
Los machos se agrupan en centros de coro y emiten sus llamados para atraer parejas. Las hembras apareadas ponen huevos en los tallos de plantas leñosas. A los dos meses de su aparición original, el ciclo de vida se completa y las cigarras adultas mueren. Más tarde, ese mismo verano, los huevos eclosionan y las nuevas ninfas excavan bajo tierra para desarrollarse durante los siguientes 13 o 17 años.